# Calibro (armi)

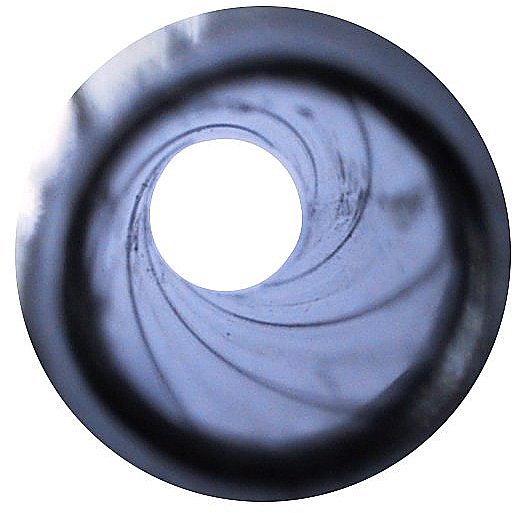
Canna di pistola calibro 9 mm

Il calibro (dal latino (ali)qua libra = di un certo peso/misura) di un'arma da sparo, indica il diametro interno della canna, misurato (in millimetri o a volte in pollici) tra i pieni della rigatura.

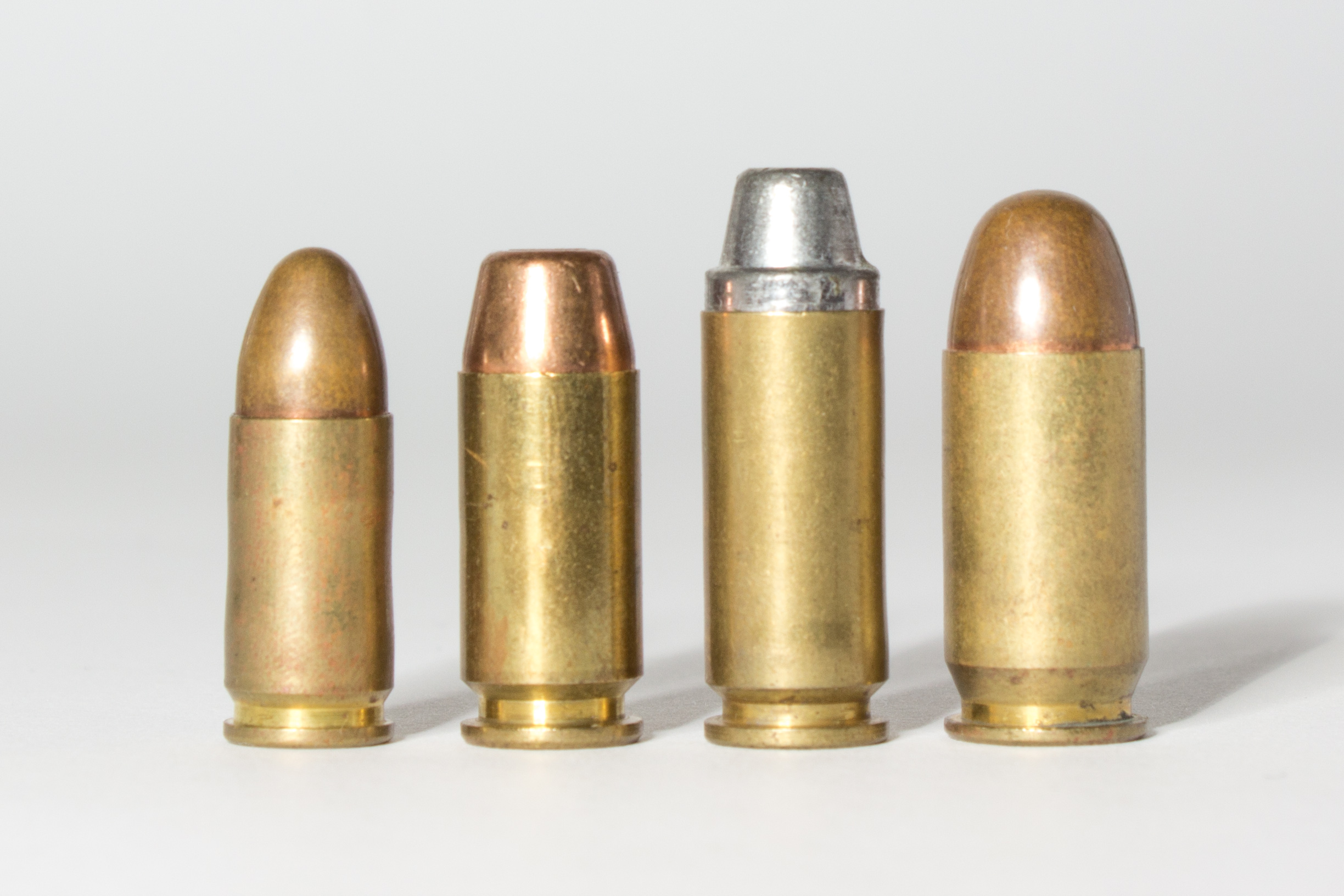
Calibro 9, .40, 10 e .45

Quello della munizione (in genere, cartuccia) è riferito alla misura nominale del diametro esterno del proiettile (palla o pallottola), il cui valore è prossimo, ma in genere non corrisponde precisamente, risultando per lo più una denominazione commerciale, a cui fanno seguito, a seconda dei casi, indicazioni tipo lunghezza del bossolo, massa in grani della polvere, nome del fabbricante o progettista, ecc.
Per le armi a canna liscia, il calibro è solitamente espresso indicando il numero (la quantità) di palle, con diametro pari a quello interno della canna (anima), ottenibili da una libbra di piombo.

## Misura
Inizialmente il calibro delle armi da fuoco, soprattutto delle grosse bocche da fuoco (artiglierie), era misurato in base al peso della palla, quindi in libbre (abbreviato: lb). Questo sistema è rimasto in uso in Europa fino a circa metà del XIX secolo, mentre in Gran Bretagna è rimasto in uso fino alla fine della seconda guerra mondiale.
Nel 1774 il generale Gribeuval standardizzò il calibro dei cannoni francesi su pochi valori: 2 da assedio o da fortezza (24 lb e 16 lb), 3 da campagna (12 lb, 8 lb e 4 lb) e 1 da montagna (1 lb) ed a soli 2 obici (6 lb e 8 lb), ben presto imitato dagli inglesi che ridussero ulteriormente il numero di calibri. Con questi calibri combatterono le artiglierie sotto il comando di Napoleone.
Dopo le guerre napoleoniche le grosse bocche da fuoco ebbero un'evoluzione notevolissima, ed una delle innovazioni più rilevanti fu che non furono più usati proiettili a palla piena, ma granate contenenti esplosivo, con forma meno regolare. A quel punto il peso del proietto non era più l'unico indicatore della capacità distruttiva del proietto stesso, quindi si passò ad utilizzare una misura lineare (centimetri o millimetri) per misurare il calibro. Negli Stati Uniti si conservò la misurazione in pollici o centesimi di pollice.
| metrico | 75 mm          |
| FPS     | 3 in (76.2 mm) |
| metrico | 88 mm          |
| FPS     | 25 lb (87 mm)  |
|         | 105 mm (4 in)  |
|         | 149 mm (6 in)  |

A parte poche eccezioni il calibro delle armi da fuoco individuali nel corso della seconda metà del XIX secolo si stabilizzò sui 13 mm e sui 10 mm per le armi ad avancarica e sui 9 mm (0,38 in) per le prime armi a retrocarica, per poi diminuire, nel corso del XX secolo, fino a 7,62 mm (0,30 in) ed addirittura a 5,56 mm (0,22 in). Questa riduzione nel calibro è stata scelta in base al fatto che l'energia cinetica del proietto dipende più dalla sua velocità che dal suo peso. Con i moderni esplosivi infatti si possono imprimere a questo velocità altissime (entro certi limiti, tanto maggiori quanto più leggero è il proietto stesso) che lo rendono molto più efficace. Inoltre, la diminuzione delle dimensioni del proietto riduce l'attrito dell'aria.
Invece le bocche da fuoco di artiglieria, gli obici, si standardizzarono su alcuni calibri, indicati in tabella. Per cannoni e mortai, bocche da fuoco utilizzate in Fanteria, i calibri più usuali sono 60 mm, 81 mm e 120 mm.

## Lunghezza canna

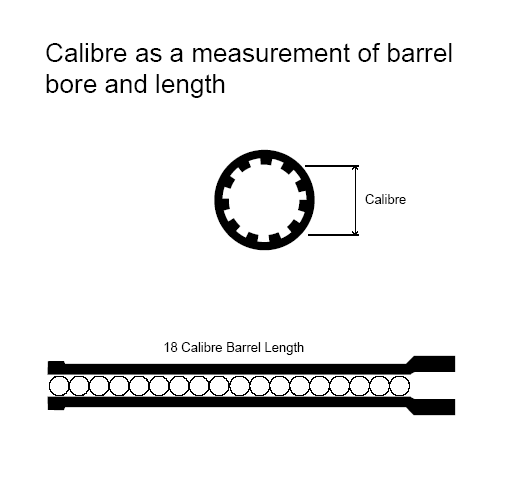
Esemplificazione della lunghezza della canna espressa in calibri.

La lunghezza della canna (specialmente per le artiglierie) nella regolamentazione italiana è indicata in calibri. La lunghezza reale della canna (dal vivo di volata al vivo di culatta) è divisa per il calibro dell'arma (espresso nella stessa unità di lunghezza) per dare un valore (arrotondato all'intero più vicino).

### Esempi
Il cannone contraerei Breda Bofors da 40 mm ha una canna lunga 2,8 m (70 volte il diametro del proietto), quindi viene indicato come cannone 40/70.
I cannoni principali delle corazzate classe Iowa (USA) avevano un calibro di 16 pollici ed una lunghezza della canna di 800 in (cioè 50 volte il diametro del proietto), quindi venivano indicati come cannoni 16"/50 (o, in termini metrici, 406/50).
Nella terminologia tedesca il calibro è indicato in centimetri, invece che in millimetri, e generalmente alla lunghezza è premesso il prefisso L. Ad esempio, la seconda versione del cannone montato sul PzKpfw IV H, lungo circa 3.6 metri e sparante proietti da 7.5 cm (0.075 m), risulta avere 48 calibri (75/48 nella terminologia italiana, L/48 in quella tedesca).

## Canna rigata
La corrispondenza tra calibri anglosassoni (sistema FPS - foot pound second) e millimetrici, è la seguente (la prima cifra indica il calibro in pollici, la seconda in mm):
| calibro nominale (in) | calibro nominale (mm) | calibro reale palla (in/mm) | esempi di munizioni R = Percussione anulare, C = Percussione centrale |
| --------------------- | --------------------- | --------------------------- | --- |
| 0,17                  | 4,3                   | 0,172 / 4,36                | .17 Aguila, .17 Mach 2, .17 HMR |
| 0,177                 | 4,5                   |                             | aria compressa |
| 0,20                  | 5,0                   |                             | |
| 0,22                  | 5,56                  | 0,224 / 5,69                | aria compressa, .22 Short, .22 Long, .22 LR, .22 WRF, .22 WMR |
| 0,223                 | 5,56                  | 0,224 / 5,69                | .222 Remington, .223 Remington, 5,56 × 45 mm NATO, .222 Remington Magnum, 22 Hornet, 220 Swift, 218 Bee, 219 Zipper, 225 Winchester, 22-250 Remington, 224 Weatherby Magnum, 224 Torres, 5,6 × 50R Magnum |
| 0,228                 | 5,7                   | 0,228 / 5,79                | FN 5,7 × 28 mm, .22 Savage Hi-Power, 5,6 × 52R |
| 0,24                  | 6                     | 0,243 / 6,17                | .243 Winchester, 244 - 6mm Remington, 6 PPC, 240 Weatherby Magnum, 6 × 62 Freres |
| 0,25                  | 6,35                  | 0,257 / 6,53                | .25 ACP, 6,35 Browning, 25-06, 257 Roberts, 257 Weatherby Magnum, 250/3000 Savage |
| 0,256                 | 6,5                   | 0,264 / 6,71                | 6,5 × 55, 6,5 × 57, 6,5-284, 6,5 × 54 Mannlicher-Schoenauer, 6.5 creedmore, 6.5 grendel, .264 Winchester Magnum, 260 Remington, 6,5 × 64, 6,5 × 68 |
| 0,256                 | 6,5                   | 0,268 / 6,80                | 6,5 × 52 mm Mannlicher-Carcano ordinanza italiana |
| 0,277                 | 6,8                   | 0,277 / 7.03                | .270 Winchester, 6,8 SPC |
| 0,284                 | 7                     | 0,284 / 7,21                | 7 × 57, 7 × 64, 7 × 65R, 7 Remington Magnum, 7 Weatherby Magnum, 284 Winchester, 7 mm-08 Remington |
| 0,308                 | 7,62                  | 0,308 / 7,82                | 7,62 × 51 mm NATO, 7,62 × 39 mm, .308 Winchester, .300 Win.Mag. .30-30 Win., 30-06 Springfield, .30 Luger, .300 Norma Magnum, .300 Weatherby Magnum, 300 Savage, 300 Torres, 30-378 Weatherby Magnum, 300 Remington Ultra Magnum, 300 Winchester Short Magnum, .30 US M1 Carbine, 7,5 × 55 Schmidt Rubin, 300 H & H Magnum |
| 0,311                 | 7,7                   | 0,311 / 7,90                | .303 British, 303 Savage, 7,65 × 53 Belgian Mauser, 7,62 × 54 mm R Mosin Nagant, |
| 0,32                  | 7,65                  | 0,309 / 7,85                | .32 acp, .32 SWL, 320 short e long, 327 Magnum, 32 H&R Magnum, 32 Winchester Special, 8 × 57 (J, JS, JR, JRS) 8 × 60, 8 × 64S, 8 × 68S, 7,65 × 21 mm Parabellum |
| 0,34                  | 8,5                   | 0,338 / 8,58                | .338 Winchester Magnum, .338 Lapua, .338 Federal Express, 340 Weatherby Magnum, 33 Winchester |
| 0,354                 | 9,00                  | 0,355 / 9,01                | 9 × 21 mm IMI, 9 mm Steyr, 9 mm Luger (Parabellum), .38 SA, 9 × 17, .380 ACP, 9 Ultra, 9 Winchester Magnum, 9 × 23 Winchester, .38 ACP, 9 Browning Long, 9 Bergman, 9 Largo, .357 SIG |
| 0,357                 | 9,06                  | 0,358 / 9,06                | .357 Magnum, .38 Special, 357 Maximum, 356 Winchester, 358 Winchester, 35 Whelen, .358 Norma Magnum |
| 0,363                 | 9,3                   | 0,363 / 9,22                | 9,3 × 57, 9,3 × 62, 9,3 × 64, 9,3 × 72R, 9,3 × 74R |
| 0,375                 | 9,5                   |                             | 9,5X77 375 Cheytac |
| 0,40                  | 10,16                 | 0,400 / 10,16               | .40 Smith & Wesson, 10 mm Auto |
| 0.408                 | 10,30                 |                             | 408 Cheytac |
| 0,41                  | 10,41                 | 0,410 / 10,41               | .41 Action Express |
| 0,44                  | 10,97                 | 0,432 / 10,97               | .44 Magnum, .44 Sp, .44 Russian, .44 WCF |
| 0,45                  | 11,43                 | 0,453 / 11,51               | .45 ACP, .45 Long Colt, .45 HP, 45 Schofield, .45 win mag, .454 Casull, .460 Magnum, .45 GAP, .455 Webley |
| 0,50                  | 12,43                 | 0,50 / 12,71                | .50 BMG, .500 S&W Magnum, .50 Action Express |
| 0,600                 | 15,24                 |                             | 600 Nitro Express |
| 0,700                 | 17,78                 |                             | 700 Nitro Express |

## Canna liscia
Come detto all'inizio, questi erano calcolati a seconda del numero di palle sferiche di diametro pari al diametro interno della canna che possono essere ricavate da una libbra di piombo. Ciò nondimeno, poiché nel passato il valore della libbra variava molto da luogo a luogo, si preferì adottare l'equivalenza riportata nella tabella qui di fianco, oggi valida internazionalmente per le armi ad anima liscia da caccia
| calibro espresso (nome del calibro) | calibro nominale (diametro della canna in mm) |
| ----------------------------------- | --------------------------------------------- |
| 4                                   | 23,5                                          |
| 8                                   | 21                                            |
| 10                                  | 19,5                                          |
| 12                                  | 18,5                                          |
| 14                                  | 17,6                                          |
| 16                                  | 16,8                                          |
| 20                                  | 15,6                                          |
| 24                                  | 14,7                                          |
| 28                                  | 13,9                                          |
| 32                                  | 12,7                                          |
| 36 (.410)                           | 10,4                                          |

I calibri evidenziati non sono permessi per l'uso venatorio in Italia.